# Los siete pilares de la sabiduría
Los siete pilares de la sabiduría (Seven Pillars of Wisdom) es el último libro de Thomas Edward Lawrence, y en él relata su experiencia militar y humana durante la guerra de británicos, franceses y árabes contra turcos y alemanes, durante la Primera Guerra Mundial.
La edición de la traducción para España fue publicada por Huerga y Fierro editores en 1997, con una traducción y estudio preliminar de la historiadora María Cóndor Orduña ya que la anterior de 1987 era la traducción para la Argentina.
El escenario bélico va desde la península arábiga hasta las orillas del Mediterráneo. En aquella época Lawrence rondaba los treinta años, pero el libro es escrito y reescrito desde una crisis personal hacia los treinta y seis años. De hecho, la introducción está fechada el 15 de agosto de 1926.

## Origen del título

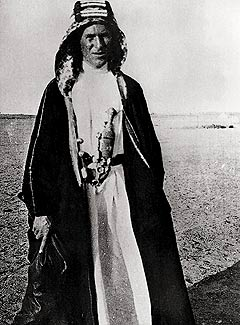
El autor del libro, T. E. Lawrence.

El título del libro proviene de un versículo de la Biblia extraído del capítulo noveno del libro de los Proverbios, en el cual se habla de los siete pilares sobre los que la sabiduría construyó su propia morada:

La Sabiduría edificó su casa, talló sus siete columnas, inmoló sus víctimas, mezcló su vino, y también preparó su mesa. Ella envió a sus servidoras a proclamar sobre los sitios más altos de la ciudad: "El que sea incauto, que venga aquí". Y al falto de entendimiento, le dice: "Vengan, coman de mi pan, y beban del vino que yo mezclé. Abandonen la ingenuidad, y vivirán, y sigan derecho por el camino de la inteligencia".
Capítulo 9, El banquete de la Sabiduría, 9:1- 9:6.

Por su parte, las siete cosas abominables se precisan en el capítulo 6:

Hay seis cosas que detesta el Señor, y siete que son para él una abominación:
los ojos altaneros, la lengua mentirosa y las manos que derraman sangre inocente; el corazón que trama proyectos malignos, los pies rápidos para correr hacia el mal, el falso testigo que profiere mentiras, y el que siembra discordias entre hermanos.
Capítulo 6, El banquete de la Sabiduría, 6:16- 6:19.

Lawrence adorna los hechos con sus recuerdos, sus sensaciones y sus juicios, y forma un hermoso relato con elementos de crónica histórica, libro de viajes, aventuras, política, sociología y todo aquello que le ayude a intentar aclarar su mente en un momento personal de profunda crisis.

## Argumento
La primera parte del libro se centra en Uejh, la segunda en la conquista de Áqaba (la antigua Ezion Gueber) y la última en Damasco.
La historia se desarrolla en los escenarios de Arabia, a lo largo de la línea férrea que turcos y alemanes desplegaron en aquella zona. El protagonista recorre el ferrocarril del Heyaz de sur a norte.
En cuanto al momento histórico, se sitúa durante la Primera Guerra Mundial.

## Adaptación cinematográfica
Existe una película basada en el libro y algunas producciones menores para cine y televisión.